# Alcoa (Tennessee)
Alcoa és una població dels Estats Units a l'estat de Tennessee. Segons el cens del 2000 tenia 7.734 habitants.

## Demografia
Segons el cens del 2000, Alcoa tenia 7.734 habitants, 3.489 habitatges, i 2.159 famílies. La densitat de població era de 216,5 habitants/km².
Dels 3.489 habitatges en un 24,4% hi vivien nens de menys de 18 anys, en un 44,6% hi vivien parelles casades, en un 13,6% dones solteres, i en un 38,1% no eren unitats familiars. En el 33% dels habitatges hi vivien persones soles el 12,5% de les quals corresponia a persones de 65 anys o més que vivien soles. El nombre mitjà de persones vivint en cada habitatge era de 2,22 i el nombre mitjà de persones que vivien en cada família era de 2,8.
Per edats la població es repartia de la següent manera: un 20,9% tenia menys de 18 anys, un 8% entre 18 i 24, un 29,1% entre 25 i 44, un 24,7% de 45 a 60 i un 17,2% 65 anys o més.
L'edat mediana era de 40 anys. Per cada 100 dones de 18 o més anys hi havia 87,4 homes.
La renda mediana per habitatge era de 33.520 $ i la renda mediana per família de 44.333 $. Els homes tenien una renda mediana de 31.464 $ mentre que les dones 23.212 $. La renda per capita de la població era de 19.526 $. Entorn del 9,1% de les famílies i l'11,9% de la població estaven per davall del llindar de pobresa.

## Poblacions més properes
El següent diagrama mostra les poblacions més properes.